# Anaxyrus cognatus
Crapaud des steppes
Espèce
Synonymes
- Bufo cognatus Say, 1823
- Bufo dipternus Cope, 1879

Statut de conservation UICN

 LC  : Préoccupation mineure
Anaxyrus cognatus, communément appelé Crapaud des steppes, est une espèce d'amphibiens de la famille des Bufonidae.

## Répartition
Cette espèce se rencontre dans le centre de l'Amérique du Nord jusqu'à 2 440 m d'altitude :
- au Canada, dans le Sud du Manitoba,dans le Sud de la Saskatchewan et dans le sud-est de l'Alberta,
- aux États-Unis, dans l'Ouest du Minnesota, dans l'ouest de l'Iowa, au Missouri, l'Oklahoma, dans le Nord et l'Ouest du Texas, dans l'Est du Montana, dans l'Est du Wyoming, dans l'Est et le Sud du Colorado, dans le sud de la Californie, dans le Sud du Nevada, en Arizona, dans le Sud de l'Utah, au Nouveau-Mexique, en Arizona, au Dakota du Nord, au Dakota du Sud, au Nebraska et au Kansas,
- au Mexique dans le nord-est de la Basse-Californie, au Sonora, dans le Nord du Sinaloa, au Chihuahua, au Durango, au Coahuila, au Nuevo León, dans le Nord du Tamaulipas, au Zacatecas, en Aguascalients et au San Luis Potosí.

## Description
Les mâles mesurent de 47 à 103 mm et les femelles de 49 à 115 mm.

## Publication originale
- Say in James, 1823 : « Account of an expedition from Pittsburgh to the Rocky Mountains, performed in the years 1819 and '20 : by order of the Hon. J.C. Calhoun, sec'y of war: under the command of Major Stephen H. Long. From the notes of Major Long, Mr. T. Say, and other gentlemen of the exploring party », vol. 3, p. 1-347 (lire en ligne).